# 天琴座HR
天琴座HR（HR Lyrae），也称1919年天琴座新星，是一颗位于天琴座的新星，1919年爆发。爆发时最亮视星等为6.5等。

## 天球坐标
- 赤经：18h 53m 26s
- 赤纬：+29°13.4'